# Point Perpendicular
Point Perpendicular är en udde i Australien. Den ligger i delstaten New South Wales, i den sydöstra delen av landet, omkring 140 kilometer söder om delstatshuvudstaden Sydney.
Trakten är glest befolkad. Närmaste större samhälle är Huskisson, omkring 15 kilometer nordväst om Point Perpendicular. 
Genomsnittlig årsnederbörd är 1 488 millimeter. Den regnigaste månaden är mars, med i genomsnitt 218 mm nederbörd, och den torraste är juli, med 41 mm nederbörd.